# Подпоговская
Подпоговская — деревня в Юрьянском районе Кировской области в составе Загарского сельского поселения.

## География
Находится на расстоянии примерно 2 километра на север от села Загарье.

## История
Известна с 1764 года как заимка Трофима Рассохина с 10 жителями. В 1873 отмечено дворов 7 и жителей 87, в 1905 13 и 86, в 1926 21 и 115, в 1950 15 и 79, в 1989 постоянных жителей не учтено .

## Население
Постоянное население  составляло 5 человек (русские 100%) в 2002 году, 3 в 2010.